# エスタディオ・ディエゴ・アルマンド・マラドーナ
エスタディオ・ディエゴ・アルマンド・マラドーナ（Estadio Diego Armando Maradona）は、アルゼンチン・ブエノスアイレスにあるサッカースタジアム。AAアルヘンティノス・ジュニアーズのホームスタジアムとして使用されている。

## 概要
1976年10月20日、AAアルヘンティノス・ジュニアーズに所属していた当時15歳のディエゴ・マラドーナがこのスタジアムでプロとしてのデビューを飾った。2003年に建て替え工事が完了すると、2004年8月に行われたアルヘンティノスの設立100周年記念式典において、スタジアムの名称を彼の名を冠するエスタディオ・ディエゴ・アルマンド・マラドーナにすることが発表された。
遡ること2004年6月29日にはU-20アルゼンチン代表対U-20パラグアイ代表の試合がこのスタジアムで行われたが、この試合で当時17歳のリオネル・メッシが交代出場からアルゼンチン代表としてのデビューを飾り、また初得点も挙げた。
2018年から2019年にかけてはアルゼンチンのサッカークラブのスタジアムとしては初めてネーミング・ライツが導入され、エスタディオ・アウトクレディト・ディエゴ・アルマンド・マラドーナ（Estadio Autocrédito Diego Armando Maradona）という名称になった。2022年からは再び企業の名を冠してエスタディオ・ブメラン・ディエゴ・アルマンド・マラドーナ（Estadio Bumeran Diego Armando Maradona）となっている。